# Segré-en-Anjou Bleu
Pour les articles homonymes, voir Segre.
Segré-en-Anjou Bleu [səɡʁe ɑ̃.n‿ɑ̃ʒu blø]  est, depuis le 15 décembre 2016, une commune nouvelle française, située dans le département de Maine-et-Loire, en région Pays de la Loire.

## Géographie

### Localisation
Segré-en-Anjou Bleu est une commune française située dans le nord-ouest du département de Maine-et-Loire, en région Pays de la Loire.
| Chérancé (Mayenne), Bouchamps-lès-Craon (Mayenne), La Boissière (Mayenne), Bouillé-Ménard | Prée-d'Anjou (Mayenne), Saint-Quentin-les-Anges (Mayenne) | Chemazé (Mayenne), Ménil (Mayenne)    |
| Ombrée d'Anjou                                                                            | Segré-en-Anjou Bleu                                       | La Jaille-Yvon, Chambellay            |
| Loiré                                                                                     | Chazé-sur-Argos, Erdre-en-Anjou                           | Montreuil-sur-Maine, Le Lion-d'Angers |

### Géologie et relief
Elle est située dans l'est du Massif armoricain.

### Hydrographie
L'Oudon traverse la commune par le nord, en provenance de la Mayenne et oblique vers l'est. Elle est rejointe par la Verzée, née en Loire-Atlantique.

### Climat
Le climat qui caractérise la commune est qualifié, en 2010, de « climat océanique altéré », selon la typologie des climats de la France qui compte alors huit grands types de climats en métropole. En 2020, la commune ressort du même type de climat dans la classification établie par Météo-France, qui ne compte désormais, en première approche, que cinq grands types de climats en métropole. Il s’agit d’une zone de transition entre le climat océanique, le climat de montagne et le climat semi-continental. Les écarts de température entre hiver et été augmentent avec l'éloignement de la mer. La pluviométrie est plus faible qu'en bord de mer, sauf aux abords des reliefs.
Les paramètres climatiques qui ont permis d’établir la typologie de 2010 comportent six variables pour les températures et huit pour les précipitations, dont les valeurs correspondent à la normale 1971-2000. Les sept principales variables caractérisant la commune sont présentées dans l'encadré ci-après.
| Paramètres climatiques communaux sur la période 1971-2000 - Moyenne annuelle de température : 11,8 °C - Nombre de jours avec une température inférieure à −5 °C : 1,7 j - Nombre de jours avec une température supérieure à 30 °C : 4,3 j - Amplitude thermique annuelle : 13,8 °C - Cumuls annuels de précipitation : 708 mm - Nombre de jours de précipitation en janvier : 11,7 j - Nombre de jours de précipitation en juillet : 6,1 j |

Avec le changement climatique, ces variables ont évolué. Une étude réalisée en 2014 par la Direction générale de l'Énergie et du Climat complétée par des études régionales prévoit en effet que la  température moyenne devrait croître et la pluviométrie moyenne baisser, avec toutefois de fortes variations régionales. La station météorologique de Météo-France installée sur la commune et en service de 1989 à 2011 permet de connaître l'évolution des indicateurs météorologiques. Le tableau détaillé pour la période 1981-2010 est présenté ci-après.
| Mois                                  | jan.           | fév.           | mars          | avril           | mai           | juin          | jui.          | août          | sep.          | oct.          | nov.          | déc.            | année     |
| ------------------------------------- | -------------- | -------------- | ------------- | --------------- | ------------- | ------------- | ------------- | ------------- | ------------- | ------------- | ------------- | --------------- | --------- |
| Température minimale moyenne (°C)     | 2,5            | 2,4            | 4             | 5,5             | 9,2           | 11,8          | 13,5          | 13,5          | 10,8          | 8,6           | 5             | 2,5             | 7,5       |
| Température moyenne (°C)              | 5,5            | 6,2            | 8,6           | 10,6            | 14,7          | 17,6          | 19,7          | 19,7          | 16,5          | 12,9          | 8,4           | 5,5             | 12,2      |
| Température maximale moyenne (°C)     | 8,4            | 10             | 13,3          | 15,8            | 20,2          | 23,5          | 25,8          | 25,9          | 22,3          | 17,2          | 11,8          | 8,5             | 16,9      |
| Record de froid (°C) date du record   | −12 02.01.1997 | −11 07.02.1991 | −9,4 01.03.05 | −3,5 21.04.1991 | 0,3 14.05.10  | 3 05.06.1989  | 6 12.07.00    | 5 26.08.1993  | 2 28.09.1990  | −4 30.10.1997 | −7 23.11.1993 | −9,5 30.12.1996 | −12 1997  |
| Record de chaleur (°C) date du record | 16 13.01.1993  | 20 23.02.1990  | 24,3 19.03.05 | 28,8 30.04.05   | 31,5 27.05.05 | 38 18.06.2022 | 39 18.07.2022 | 39,3 10.08.03 | 33,9 08.09.09 | 28 01.10.1997 | 20 04.11.1993 | 17,5 16.12.1989 | 39,3 2003 |
| Précipitations (mm)                   | 69,7           | 59,5           | 44,6          | 60,4            | 65,1          | 42,6          | 43,1          | 38,4          | 62,9          | 70,4          | 78,2          | 79,2            | 714,1     |

## Urbanisme

### Typologie
Au 1er janvier 2024, Segré-en-Anjou Bleu est catégorisée bourg rural, selon la nouvelle grille communale de densité à sept niveaux définie par l'Insee en 2022.
Elle appartient à l'unité urbaine de Segré-en-Anjou Bleu, une unité urbaine monocommunale constituant une ville isolée,. Par ailleurs la commune fait partie de l'aire d'attraction de Segré-en-Anjou Bleu, dont elle est la commune-centre,. Cette aire, qui regroupe 6 communes, est catégorisée dans les aires de moins de 50 000 habitants,.

## Toponymie
L'expression Anjou Bleu fait référence à la présence dans cette partie nord-ouest de l'Anjou de mines d'ardoise, qui ont été exploitées jusqu'en 1985, en particulier sur la commune déléguée de Noyant-la-Gravoyère.
La graphie du nom de la commune, choisie par les conseillers municipaux, reprise dans l'arrêté signé par le préfet puis dans le Code officiel géographique n'est pas conforme aux règles de toponymie du territoire français définies par l'Institut géographique national. La graphie correcte serait « Segré-en-Anjou-Bleu ».

## Histoire
La commune nouvelle naît le 15 décembre 2016 à la suite d'un arrêté préfectoral de création en date du 30 septembre 2016. Elle regroupe les communes d'Aviré, du Bourg-d'Iré, de La Chapelle-sur-Oudon, de Châtelais, de La Ferrière-de-Flée, de L'Hôtellerie-de-Flée, de Louvaines, de Marans, de Montguillon, de Noyant-la-Gravoyère, de Nyoiseau, de Sainte-Gemmes-d'Andigné, de Saint-Martin-du-Bois, de Saint-Sauveur-de-Flée et de Segré qui deviennent des communes déléguées et dont Segré est le chef-lieu.

## Politique et administration

### Administration municipale
| Période          | Période                   | Identité            | Étiquette | Qualité |
| ---------------- | ------------------------- | ------------------- | --------- | --- |
| 15 décembre 2016 | mai 2020                  | Gilles Grimaud      | DVD       | Kinésithérapeute retraité Conseiller départemental (depuis 2015) Vice-président du conseil départemental de Maine-et-Loire Président d'Anjou Bleu Communauté |
| mai 2020         | En cours (au 28 mai 2020) | Geneviève Coquereau | DVD       | |

### Communes déléguées
| Nom                     | Code Insee | Intercommunalité      | Superficie (km2) | Population (dernière pop. légale) | Densité (hab./km2) |
| ----------------------- | ---------- | --------------------- | ---------------- | --------------------------------- | ------------------ |
| Segré (siège)           | 49331      | CC du Canton de Segré | 15,88            | 6 893 (2014)                      | 434                |
| Aviré                   | 49014      | CC du Canton de Segré | 14,36            | 490 (2014)                        | 34                 |
| Le Bourg-d'Iré          | 49037      | CC du Canton de Segré | 23,03            | 887 (2014)                        | 39                 |
| La Chapelle-sur-Oudon   | 49077      | CC du Canton de Segré | 12,73            | 568 (2014)                        | 45                 |
| Châtelais               | 49081      | CC du Canton de Segré | 23,68            | 662 (2014)                        | 28                 |
| La Ferrière-de-Flée     | 49136      | CC du Canton de Segré | 13,12            | 361 (2014)                        | 28                 |
| L'Hôtellerie-de-Flée    | 49158      | CC du Canton de Segré | 14,77            | 514 (2014)                        | 35                 |
| Louvaines               | 49184      | CC du Canton de Segré | 15,07            | 507 (2014)                        | 34                 |
| Marans                  | 49187      | CC du Canton de Segré | 9,59             | 570 (2014)                        | 59                 |
| Montguillon             | 49208      | CC du Canton de Segré | 11,91            | 233 (2014)                        | 20                 |
| Noyant-la-Gravoyère     | 49229      | CC du Canton de Segré | 11,91            | 1 894 (2014)                      | 159                |
| Nyoiseau                | 49233      | CC du Canton de Segré | 15,55            | 1 226 (2014)                      | 79                 |
| Sainte-Gemmes-d'Andigné | 49277      | CC du Canton de Segré | 25,34            | 1 482 (2014)                      | 58                 |
| Saint-Martin-du-Bois    | 49305      | CC du Canton de Segré | 21,73            | 963 (2014)                        | 44                 |
| Saint-Sauveur-de-Flée   | 49319      | CC du Canton de Segré | 12,87            | 330 (2014)                        | 26                 |

## Population et société

### Démographie

#### Évolution démographique
L'évolution du nombre d'habitants est connue à travers les recensements de la population effectués dans la commune depuis sa création.

En 2022, la commune comptait 17 617 habitants, en évolution de +0,23 % par rapport à 2016 (Maine-et-Loire : +2,12 %, France hors Mayotte : +2,11 %).
| 2016   | 2021   | 2022   |
| ------ | ------ | ------ |
| 17 577 | 17 699 | 17 617 |

#### Pyramide des âges
La population de la commune est plus âgée que celle du département. En 2018, le taux de personnes d'un âge inférieur à 30 ans s'élève à 35,8 %, soit un taux inférieur à la moyenne départementale (37,2 %). À l'inverse, le taux de personnes d'un âge supérieur à 60 ans (26,6 %) est supérieur au taux départemental (25,6 %).
En 2018, la commune comptait 8 491 hommes pour 8 983 femmes, soit un taux de 51,41 % de femmes, supérieur au taux départemental (51,37 %).
Les pyramides des âges de la commune et du département s'établissent comme suit :
| Hommes | Classe d’âge | Femmes |
| ------ | ------------ | ------ |
| 0,9    | 90 ou +      | 2,2    |
| 8,0    | 75-89 ans    | 11,0   |
| 15,2   | 60-74 ans    | 15,8   |
| 20,3   | 45-59 ans    | 18,9   |
| 18,3   | 30-44 ans    | 17,6   |
| 16,6   | 15-29 ans    | 15,1   |
| 20,7   | 0-14 ans     | 19,4   |

| Hommes | Classe d’âge | Femmes |
| ------ | ------------ | ------ |
| 0,9    | 90 ou +      | 2,1    |
| 7      | 75-89 ans    | 9,5    |
| 16,2   | 60-74 ans    | 16,9   |
| 19,4   | 45-59 ans    | 18,7   |
| 18,2   | 30-44 ans    | 17,5   |
| 18,8   | 15-29 ans    | 17,6   |
| 19,5   | 0-14 ans     | 17,6   |

## Culture locale et patrimoine

### Lieux et monuments
Sur le territoire des quinze communes déléguées composant la commune nouvelle de Segré-en-Anjou Bleu :
- Église Sainte-Madeleine de Segré.
- Château de la Lorie,
- Château de La Montchevalleraie
- Manoir du Hardas
- Prieuré de la Jaillette
- Carreau de Bois II
- La Mine Bleue
- Église Saint-Aubin[20].
- Abbaye Notre-Dame de Nyoiseau.
- Église Sainte-Gemmes de Sainte-Gemmes-d'Andigné.
- Château de la Chetardière.
- Logis de la Pezellière.
- Chapelle Notre-Dame-du-Chêne de La Ferrière-de-Flée.
- Église Sainte-Madeleine de La Ferrière-de-Flée.

### Personnalités liées à la commune
- Kristine Tissier, artiste peintre française, née à Segré en 1928.
- Léo Dubois, footballeur international français, né à Segré en 1994.